# Markus Schulz
Markus Schulz (ur. 3 lutego 1975 w Eschwege) – niemiecko-amerykański DJ i producent muzyki trance.

## Życiorys
Markus Schulz urodził się w Niemczech, w wieku 13 lat wyemigrował do Stanów Zjednoczonych. Z muzyką elektroniczną Markus spotkał się po raz pierwszy jako nastolatek, zainteresowanie to zaowocowało później karierą DJ-a. Najpierw był rezydentem klubu „The Works” w Phoenix, prowadził także audycję radiową Edge Factor, a wspólnie z C.L. McSpaddenem stworzył wytwórnię Plastik Records.
Markus jednak wciąż poszukiwał definicji muzyki, która potrafiłaby go zainspirować. W końcu postanowił wyjechać do Londynu. Adres jego studia w Brixton to Coldharbour Lane, fani Markusa wiedzą, że jest to adres który dał nazwę jego wytwórni – Coldharbour Recordings, która powstała w 2005 roku.
W 2002 roku radio Party 93.1 z Miami wystawiło jako swojego reprezentanta na Winter Music Conference właśnie Markusa Schulza. Dwa miesiące później zaproponowano mu prowadzenie własnego show na antenie radia, w którym mógł zaprezentować wszystkim swój niebywały talent. I w ten właśnie sposób narodziła się audycja Global DJ Broadcast, która obecnie nadawana jest na Digitally Imported, Afterhours.FM oraz w ponad 30 innych stacjach na całym świecie, w Polsce audycję można było usłyszeć w radiu Planeta FM. W pierwszy czwartek każdego miesiąca podczas trwania audycji nadawane są wydania „World Tour”, są to sety nagrywane w klubach i na imprezach, w różnych zakątkach świata. Natomiast podczas wakacji można usłyszeć epizody, które nazywają się „Ibiza Summer Sessions”. Wiosną, w lipcu, w okolicach Halloween i na przełomie każdego roku prezentowane są specjalne wydania audycji, które noszą podtytuł "In Bloom", "Sunrise Set", "Afterdark" oraz "Classics Showcase".
W 2003 roku Markus razem z Michaelem Targanskim wydał utwór „Clear Blue”. Spotkał się on z ogromnym odzewem i pozwolił Markusowi zabłysnąć w świecie producentów muzyki klubowej.
Po wydaniu debiutanckiego albumu „Without You Near”, który okazał się dużym sukcesem, kariera Schulza nabrała rozpędu - obecnie jest on jednym z najpopularniejszych didżejów na świecie. 
W prestiżowych nagrodach International Dance Music Awards niemal co roku nominowany jest w kategoriach „Najlepszy DJ Świata”, „Najlepszy DJ Ameryki”, „Najlepszy Trance'owy DJ”, „Najlepszy Trance'owy Utwór”, „Najlepsza Kompilacja” oraz „Najlepsza DJ-ska Audycja Radiowa”. W roku 2009 właśnie podczas IDMA przyznano Markusowi nagrodę „Najlepszego DJ-a Ameryki” za rok 2008. W 2012 oraz w 2014 roku w plebiscycie magazynu DJ Times został wybrany najlepszym DJ-em Ameryki.
W rankingu popularności DJ Mag Top 100 po raz pierwszy pojawił się w 2004 roku, zajmując wtedy trzydziestą drugą lokatę. Rok później był już dwudziesty pierwszy. W kolejnych latach także podwyższył swoją pozycję w rankingu, zajmując odpowiednio dziewiętnastą oraz trzynastą lokatę w roku 2006 i 2007. Następnie w latach 2008–2010 uplasował się na ósmej pozycji. W 2011 roku zajął dziewiąte miejsce, a w 2012 trzynaste. Z kolei w 2013 roku został sklasyfikowany na 21 pozycji. Rok 2014 to już 44 miejsce, a w 2015 zajął lokatę 56. Obecnie zajmuje miejsce 80.
Każdego lata (począwszy od roku 2009) pod koniec lipca w internetowym radiu Afterhours.FM Schulz organizuje Coldharbour Day. Podczas tego radiowego show można usłyszeć sety od artystów z wytwórni Coldharbour, jak i samego Markusa. 
Jest także założycielem projektu Schulz Music Group, w którym wspiera m.in. młode talenty takie jak: Solid Stone, Grube & Hovsepian, Adina Butar czy Arkham Knights. Występy artystów, którzy należą do grupy SMG można usłyszeć między innymi na imprezach sygnowanych jako Coldharbour Night.
W marcu 2013 r. wraz z Ferrym Corstenem postanowił stworzyć formację New World Punx. Jej oficjalny debiut nastąpił podczas celebracji 600 epizodu A State of Trance w Madison Square Garden.

## Produkcje i koncerty
Uważany jest za osobę, dzięki której Progressive trance ewoluował. Obecnie ten gatunek muzyki charakteryzuje się m.in. wibrującą linią basową, spokojną melodią czy wolniejszym tempem niż to miało miejsce jeszcze kilkanaście lat temu.
Markus na swoim koncie ma wydane albumy nie tylko pod własnym imieniem i nazwiskiem, ale także pod pseudonimem Dakota, które prezentują mroczne brzmienie. Oprócz albumów wypuścił także mnóstwo kultowych kompilacji.
W 2017 roku ukaże się nowy album Markusa pod pseudonimem Dakota, zatytułowany "The Nine Skies".
Remiksował utwory takich artystów jak: Depeche Mode, Madonna, Everything But The Girl, Jewel, Andain, OceanLab, Airwave, Motorcycle, Karada, Cosmic Gate, Ferry Corsten, Mark Otten, Aly & Fila, Telepopmusik, Fatboy Slim, Miro, Book Of Love, Sia, Blue Amazon i PQM. Jego remiksy utworów „Intuition” i „Stand” wokalistki Jewel zdobyły 1 miejsce na Billboard Club Chart. Ponadto współpracował z takimi artystami jak: Armin van Buuren, Ferry Corsten, Giorgio Moroder, Andy Moor, Gabriel & Dresden, Airwave, Interstate, Justine Suissa, Kyau & Albert, Sarah Howells, Carrie Skipper, Anita Kelsey, Jennifer Rene, Arnej, Marcus Schössow, Max Graham, Rex Mundi, Victoria Horn (Lady V), Naguale, CeCe Peniston czy Amy Kirkpatrick z Data Romance.
Gdy nie pracuje w studiu, Schulz prowadzi rozległą trasę koncertową. Grał w wielu klubach na całym świecie i był DJ-em na różnych festiwalach i eventach np: Nature One, Dance Valley, Monster Massive, Together As One, Amterdam Dance Event, Love Parade, Global Gathering, Mayday, Burning Man, ETD Pop, Bang Music Festival, Future Music Festival, Bal en Blanc, Creamfields, Electric Daisy Carnival, Electric Zoo, Sensation White, Tomorrowland, Trance Energy, Transmission, Sunrise Festival, Ultra Music Festival oraz na 250, 300, 350, 400, 450 (Wrocław), 500, 550, 600, 650, 700 i 750 epizodzie A State of Trance. 
Jest rezydentem imprezy Transmission, która obok A State of Trance jest największym wydarzeniem muzyki trance na świecie. Od roku 2008 (z małym wyjątkiem w roku 2009) jest także twórcą hymnów tego eventu.

## Dyskografia

### Albumy
- Without You Near (2005, Armada Music)
- Progression (2007, Armada Music)
- Without You Near (The Remixes) (2008, Ultra Records)
- Progression Progressed (The Remixes) (2008, Armada Music)
- Dakota - Thoughts Become Things (2009, Armada Music)
- Do You Dream? (2010, Armada Music)
- Do You Dream? (The Remixes) (2011, Armada Music)
- Dakota - Thoughts Become Things II (2011, Armada Music)
- Dakota - Thoughts Become Things II (The Remixes) (2012, Armada Music)
- Scream (2012, Armada Music)
- Scream 2 (2014, Armada Music)
- Watch The World (2016, Black Hole Recordings/Coldharbour Recordings)
- Dakota - The Nine Skies (2017, Black Hole Recordings/Coldharbour Recordings)
- We Are The Light (2018, Black Hole Recordings/Coldharbour Recordings)
- Escape (2020, Black Hole Recordings/Coldharbour Recordings)

### Kompilacje
- Shikodachi (1999, Safari Media)
- Kamaidachi (2000, Safari Media)
- American DJ - 04 Phoenix (2001, The Right Stuff)
- Coldharbour Sessions 2004 (2004, Armada Music)
- Miami '05 (2005, Armada Music)
- Ibiza '06 (2006, Armada Music)
- Armada At Ibiza - Summer 2008 (2008, Armada Music)
- Amsterdam '08 (2008, Armada Music)
- A/X Music Volume 12: Hypnotic (2009, Armada Music)
- Toronto '09 (2009, Armada Music)
- World Tour - Best Of 2009 (2009, Armada Music)
- Las Vegas '10 (2010, Armada Music)
- The Gallery 15th Birthday (2010, DJ Magazine)
- Prague '11 (2011, Armada Music)
- A State of Trance 500 (2011, Armada Music)
- Be At Space - Ibiza (2011, Armada Music)
- Los Angeles '12 (2012, Armada Music)
- World Tour - Best Of 2012 (2012, Armada Music)
- Buenos Aires '13 (2013, Armada Music)
- Armada Collected (2014, Armada Music)
- Trance Nation (2015, Ministry of Sound)
- City Series Collection (2016, Black Hole Recordings/Coldharbour Recordings)

## Single i remiksy

### Single
- 1998 Markus Schulz - You Won’t See Me Cry
- 1999 Dakota - Swirl
- 2002 Dakota - Frozen Time
- 2002 Dakota - Lost In Brixton
- 2002 Dakota - Jah Powah
- 2002 Dakota - Zero Gravity
- 2002 Dakota - Sunshine Yellow
- 2003 Dakota - Abandoned in Queens
- 2003 Markus Schulz & Elevation - Clear Blue
- 2004 Markus Schulz & Elevation - Largo
- 2004 Markus Schulz & Elevation - Somewhere
- 2005 Markus Schulz featuring Anita Kelsey - First Time
- 2005 Markus Schulz - Electro Hairspray
- 2005 Markus Schulz & Departure with Gabriel & Dresden - Without You Near
- 2006 Markus Schulz featuring Carrie Skipper - Never Be The Same Again
- 2007 Markus Schulz vs. Chakra - I Am
- 2007 Markus Schulz - Fly To Colors
- 2008 Markus Schulz featuring Departure - Cause You Know
- 2008 Markus Schulz featuring Dauby – Perfect
- 2008 Markus Schulz vs. Andy Moor – Daydream
- 2008 Markus Schulz - The New World (Transmission 2008 Theme)
- 2009 Dakota - Chinook
- 2009 Dakota - Johnny The Fox
- 2009 Dakota - Sin City
- 2009 Markus Schulz - Do You Dream
- 2009 Dakota - Roxy '84
- 2009 Dakota - Koolhaus
- 2009 Dakota - Steel Libido
- 2009 Dakota - Mr. Cappuccino
- 2010 Markus Schulz featuring Khaz - Dark Heart Waiting
- 2010 Markus Schulz featuring Justine Suissa – Perception
- 2010 Markus Schulz - Rain
- 2010 Markus Schulz - Future Cities (Transmission 2010 Theme)
- 2011 Dakota - Sinners
- 2011 Markus Schulz featuring Jennifer Rene - Not The Same
- 2011 Markus Schulz featuring Sir Adrian - Away
- 2011 Markus Schulz & Jochen Miller - Rotunda
- 2011 Dakota - Sleepwalkers
- 2011 Dakota - Katowice
- 2011 Dakota - Saints
- 2011 Dakota - In A Green Valley
- 2011 Markus Schulz - Digital Madness (Transmission 2011 Theme)
- 2012 Markus Schulz & Dennis Sheperd - Go!
- 2012 Markus Schulz & Ferry Corsten – Loops & Tings
- 2012 Markus Schulz featuring Adina Butar – Caught
- 2012 Markus Schulz featuring Seri - Love Rain Down
- 2012 Markus Schulz featuring Ana Diaz - Nothing Without Me
- 2012 Markus Schulz & Ferry Corsten – Stella
- 2013 Armin van Buuren & Markus Schulz - The Expedition (A State of Trance 600 Anthem)
- 2013 Markus Schulz - The Spiritual Gateway (Transmission 2013 Theme)
- 2013 New World Punx - Romper
- 2013 Markus Schulz featuring Sarah Howells - Tempted
- 2013 Markus Schulz - Remember This
- 2013 Markus Schulz & Elevation - The Machine Of Transformation (Transmission 2013 Theme)
- 2014 Dakota - CLXXV
- 2014 Markus Schulz featuring Liz Primo - Blown Away
- 2014 Markus Schulz - Destino
- 2014 Markus Schulz featuring Lady V - Erase You
- 2014 Dakota - Doors Open
- 2014 Markus Schulz & Klauss Goulart featuring Paul Aiden - Fireworks
- 2014 New World Punx - Torque
- 2014 Markus Schulz - Seven Sins (Transmission 2014 Theme)
- 2014 Markus Schulz featuring Lady V - Winter Kills Me
- 2015 Markus Schulz - Bayfront (Miami)
- 2015 Markus Schulz with Tom Boxer – Bine Facut (Bucharest)
- 2015 New World Punx featuring Cara Salimando - Memories
- 2015 Markus Schulz - Golden Gate (San Francisco)
- 2015 Markus Schulz featuring Delacey - Destiny
- 2015 Markus Schulz - This Generation (Indio)
- 2015 Markus Schulz - Bombay (Mumbai)
- 2015 Giorgio Moroder & Markus Schulz - Timeless
- 2015 Markus Schulz - Lost In The Box (London)
- 2015 Markus Schulz featuring Vassy - Tomorrow Never Dies (Bombay)
- 2015 Markus Schulz - Avalon (Los Angeles)
- 2015 Dakota - Cathedral (Montreal)
- 2015 Markus Schulz featuring Soundland - Facedown
- 2015 Markus Schulz - Dancing In The Red Light (Amsterdam)
- 2015 New World Punx - Bang
- 2015 Markus Schulz & Nifra - The Creation (Transmission 2015 Theme)
- 2015 Markus Schulz with Fisherman & Hawkins - Gotham Serenade (New York City)
- 2016 Markus Schulz featuring Ethan Thompson – Love Me Like You Never Did
- 2016 Markus Schulz - Sestertius
- 2016 Markus Schulz featuring Mia Koo - Summer Dream
- 2016 Markus Schulz - The Lost Oracle (Transmission 2016 Theme)
- 2017 Markus Schulz featuring Brooke Tomlinson - In the Night
- 2017 Dakota & Koen Groeneveld - Mota-Mota
- 2017 Dakota featuring Bev Wild - Running Up That Hill
- 2017 Markus Schulz & Cosmic Gate – AR
- 2017 Dakota – In Search of Something Better
- 2017 Markus Schulz featuring Adina Butar – New York City [Take Me Away]
- 2017 Dakota – The Spirit of the Warrior
- 2018 Markus Schulz & Emma Hewitt – Safe From Hell
- 2018 Markus Schulz & JES – Calling For Love
- 2018 Markus Schulz & Sebu (Capital Cities) – Upon My Shoulders
- 2018 Markus Schulz feat. Nikki Flores - We Are The Light

### Remiksy
- 1993 Sagat - Why Is It? Funk Dat
- 1993 The Movement - Shake That
- 1994 Glenn "Sweet G" Toby - I Can Tell
- 1994 Sweet Sable - Old Times' Sake
- 1994 Transglobal Underground - Temple Head
- 1994 2 Unlimited - Throw The Groove Down
- 1994 Sandra Bernhard - You Make Me Feel
- 1995 Amber McFadden - Do You Want Me
- 1995 Truce - Pump It
- 1995 Real McCoy - Come And Get Your Love
- 1995 Bette Midler - To Deserve You
- 1995 Backstreet Boys – We've Got It Going On
- 1996 Lina Santiago - Feels So Good (Show Me Your Love)
- 1996 Backstreet Boys – Get Down (You're The One For Me)
- 1996 Technotronic - Move It To The Rhythm
- 1996 Madonna – Love Don’t Live Here Anymore
- 1996 Liz Torres - Set Yourself Free
- 1996 Armand van Helden – The Funk Phenomena
- 1996 James Newton Howard – Theme from ER
- 1996 Backstreet Boys – We've Got It Going On
- 1997 RuPaul – A Little Bit of Love
- 1997 Groove Junkies - Everybody Needs To Be Loved
- 1997 Poe - Hello
- 1997 e-N Feat. Ceevox - That Sound
- 1997 Tilly Lilly - Roller Coaster
- 1997 Electronic - Second Nature
- 1997 Blue Amazon - No Other Love
- 1997 LNR - Work It To The Bone
- 1998 Cynthia - If I Had The Chance
- 1998 Vertigo Deluxe - Out of My Mind
- 1998 The B-52’s - Debbie
- 1999 Everything But The Girl – Lullaby of Clubland
- 1999 Dream Traveler - Time
- 2000 Himmel - Celebrate Life
- 2000 Masters of Balance - Dreamworld
- 2000 Pablo Gargano - Eurogoal
- 2000 PQM - The Flying Song
- 2000 Aaron Lazarus - Your Time Will Come
- 2001 Pablo Gargano - Absolution
- 2001 Carissa Mondavi - Solid Ground
- 2001 Rouge - Jingalay
- 2001 Daniel Ash - Burning Man
- 2001 Fatboy Slim - Sunset (Bird of Prey)
- 2001 Luzon - Manilla Sunrise
- 2001 Book of Love - I Touch Roses
- 2002 Miro - By Your Side
- 2002 Télépopmusik – Breathe
- 2003 Motorcycle - As The Rush Comes
- 2003 Jewel - Intuition
- 2003 Karada - Last Flight
- 2003 Billy Paul Williams - So In Love
- 2003 Jewel - Stand
- 2004 Aly & Fila – Spirit Of Ka
- 2004 George Hales - Autumn Falls
- 2004 Solid Globe - Sahara
- 2004 Filterheadz - Yimanya
- 2004 Plastic Angel - Distorted Reality
- 2004 Clubbervision - Dream Off
- 2004 Kobbe & Austin Leeds - Fusing Love
- 2004 Airwave - Ladyblue
- 2004 Myth - Millionfold
- 2004 OceanLab - Satellite
- 2004 Piece Process - Solar Myth
- 2004 Space Manoeuvres - Stage One
- 2004 Deepsky - Talk Like a Stranger
- 2004 Whirlpool - Under the Sun
- 2004 Mark Otten – Tranquility
- 2005 Tomonari & Tommy Pi - C Sharp 2005
- 2005 Ridgewalkers - Find
- 2005 Departure - She Turns
- 2005 Nalin & Kane - Open Your Eyes (The Child You Are)
- 2006 Kyau & Albert – Are You Fine?
- 2006 Eluna - Severance
- 2006 Yoshimoto - Du What U Du
- 2007 Kamera - Lies
- 2007 Andrew Bennett - Menar
- 2007 Joop - The Future
- 2008 Destination X - Dangerous
- 2008 John O’Callaghan featuring Audrey Gallagher - Big Sky
- 2008 Sia – Buttons
- 2008 Mike Foyle - Bittersweet Nightshade
- 2009 Dance 2 Trance - Power of American Natives
- 2009 Jester Music featuring Lavoie - Dressed in White
- 2009 Cosmic Gate – Sign of the Times
- 2009 Ferry Corsten – Brain Box
- 2010 Cosmic Gate – The Drums
- 2011 Dakota - In A Green Valley
- 2011 Three Drives - Greece 2000
- 2012 Markus Schulz featuring Ana Diaz - Nothing Without Me
- 2013 Venom One featuring Adina Butar - Crashed & Burned
- 2013 Markus Schulz featuring Ana Diaz - Nothing Without Me
- 2013 Solarstone - Solarcoaster
- 2014 Capital Cities – Safe and Sound
- 2014 30 Seconds to Mars – City of Angels
- 2014 Thomas Mengel featuring Aero - Seeking
- 2014 Markus Schulz & Venom One featuring Chris Madin - Revolution
- 2014 Capital Cities – One Minute More
- 2014 ODESZA – Say My Name
- 2015 Paul Oakenfold featuring Tiff Lacey - Hypnotized
- 2015 Morgan Page featuring Lissie - Open Heart
- 2015 New World Punx featuring Cara Salimando - Memories
- 2015 Markus Schulz featuring Vassy - Tomorrow Never Dies (Bombay)
- 2015 Giorgio Moroder featuring Sia – Deja Vu
- 2015 Giorgio Moroder & Markus Schulz - Timeless
- 2016 Alan Walker – Faded[potrzebny przypis]
- 2017 JES & Game Chasers - Carry Me Away
- 2017 Linkin Park – In the End (Markus Schulz Tribute Remix)
- 2018 Giuseppe Ottaviani – Ozone
- 2018 Markus Schulz & Emma Hewitt – Safe From Harm (Markus Schulz In Bloom Remix)